# أكسليو
أكسليو هي بلدية في مقاطعة كونيو في منطقة بيدمونت الإيطالية. تقع فوق براتسو في وادي مايرا العلوي، على بعد حوالي 90 كيلومترًا (56 ميلًا) جنوب غرب تورين وحوالي 45 كيلومترًا (28 ميلًا) غرب كونيو، على الحدود مع فرنسا.
تقع أكسليو على حدود البلديات التالية: أرجنتيرا، بيلينو، كانوسيو، لارش (فرنسا)، ميرونس (فرنسا)، برازو وسان بول سورأوباي (فرنسا).

## السياحة
تعتبر منطقة أكسليو، بفضل بيئتها الطبيعية السليمة، وجهه للتنزه وركوب الدراجات في الجبال، وتسلق الجبال، لدعم هذه الأنشطة، يوجد في أكسليو عدة أكواخ في جبال الألب:
- قاعدة ريفوجيو كامبو
- ريفوجيو ستروببيا
- بيفاكو بارينغي
- بيفاكو إنريكو إي ماريو

## القرى المحيطة
تحتوي أكسليو على 11 من القرى المحيطة يتراوح ارتفاعها فوق مستوى سطح البحر بين حوالي 1200 و1650 مترًا (3940 و5410 قدمًا)
- فيلار (1375 م)
- بونتي مايرا (1404 م)
- ساريتو (1533 م)
- كيابيرا (1614 م) (في الصورة)
- برجيا (1401 م)
- لاوسيتو (1510 م)
- كولومباتا (1576 م)
- فرير (1196 م)
- القيت (1372 م)
- تشيالفيتا (1494 م)
- براتوروتوندو (1639 م)

## روابط خارجية
- الموقع الرسمي
- www.acceglio.com/
- https://www.istat.it/it/archivio/156224